# Arkaitz Durán
Arkaitz Durán (født 19. maj 1986) er en spansk tidligere professionel cykelrytter.